# 마에다 아키
마에다 아키(前田 亜季, 1985년 7월 11일 ~ )는 도쿄도 출신 일본의 배우이다. 언니 마에다 아이도 배우로 활동 중이다. 두 자매는 어릴 때부터 아역 배우로 활동하다 그대로 성인 배우로 성장한 케이스이다. 후카사쿠 긴지 감독의 2000년 영화 《배틀 로얄》에서 여주인공 나카가와 노리코 역을 맡으면서 이름을 알렸으며, 2005년에는 한국 배우 배두나와 함께 영화 《린다 린다 린다》에 출연하였다. 2008년에는 호세이 대학 국제문화학부를 졸업했다.

## 주요 이력
- 1992년 타카라뮤의 TV 광고로 데뷔
- 1996년 ~ 1997년 천재 테레비군의 제3대 테레비 전사로서 출연
- 1996년 영화 학교 괴담 2에서 이마이 나나코 역
- 1997년 학교 괴담 3에서 후지이 마유코 역
- 2000년 배틀로얄에서 나카가와 노리코 역. 이 작품으로 제24회 일본 아카데미 신인배우상 수상
- 2001년 오사카TV제작의 Cosmic Baton Girl 코메트상에서 히로인 제3대 코메트의 성우 역
- 2005년 린다린다린다에서 야마다 쿄코역
- 2006년 영화 최종병기 그녀 영화 첫주연(치세역).

## 출연

### 영화
- 1997년 《학교 괴담 3》(후지이 란코)
- 2000년 《배틀로얄》(나카가와 노리코)
- 2001년 《천년의 사랑 히카루 겐지 이야기》(카타이코)
- 2003년 《배틀로얄2》(나카가와 노리코)
- 2005년 《린다 린다 린다》
- 2006년 《최종병기 그녀》(치세)

### 드라마
- 1999년 《보이!》(이치노세 히나키)
- 2000년 《스타일!》(사키)
- 2000년 《모나리자의 미소》(모토미야 마키)
- 2001년 《여기는 제3사회부》
- 2003년 《형사 이치로》(벳푸 요코)
- 2003년 《사랑하는 일요일》(미호(25화))
- 2007년 《식탐정 2》
- 2007년 《풍림화산》(리츠)
- 2008년 《네자매 탐정단》
- 2008년 《곤조: 전설의 형사》
- 2009년 《방청 매니아 09》
- 2011년 《드라마 스페셜 화차》
- 2011년 《심야식당 2》

### TV 애니메이션
- 2001년 《별나라 요정 코미》(코멧트(코미))

### 극장용 애니메이션
- 2000년 《바람을 본 소년》(마리아)
- 2002년 《고양이의 보은》(유키)

## 같이 보기
- 6대 나카무라 칸쿠로 - 언니 아이의 남편